# Aurél Bernáth

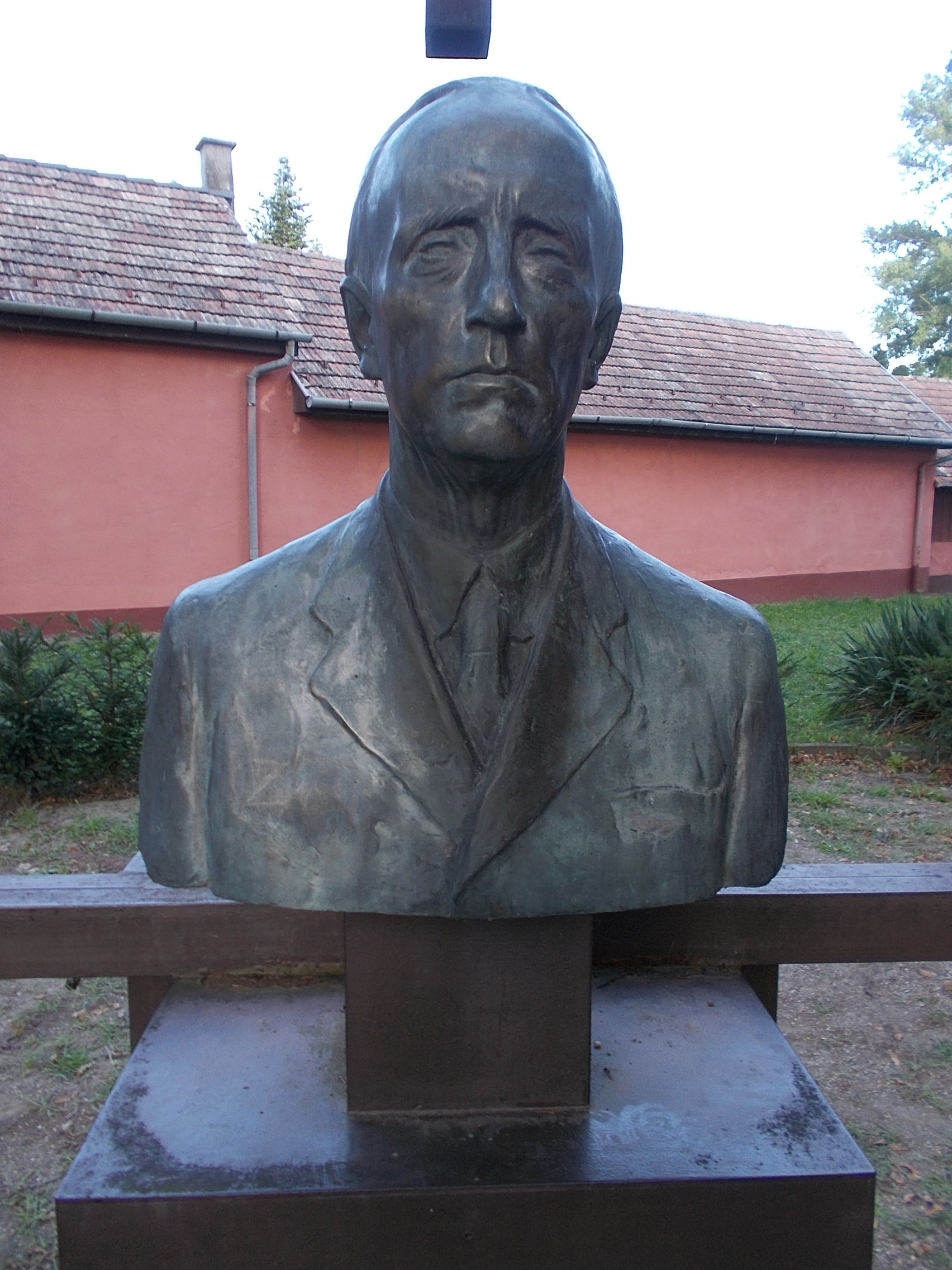
Büste von Aurél Bernáth in Marcali

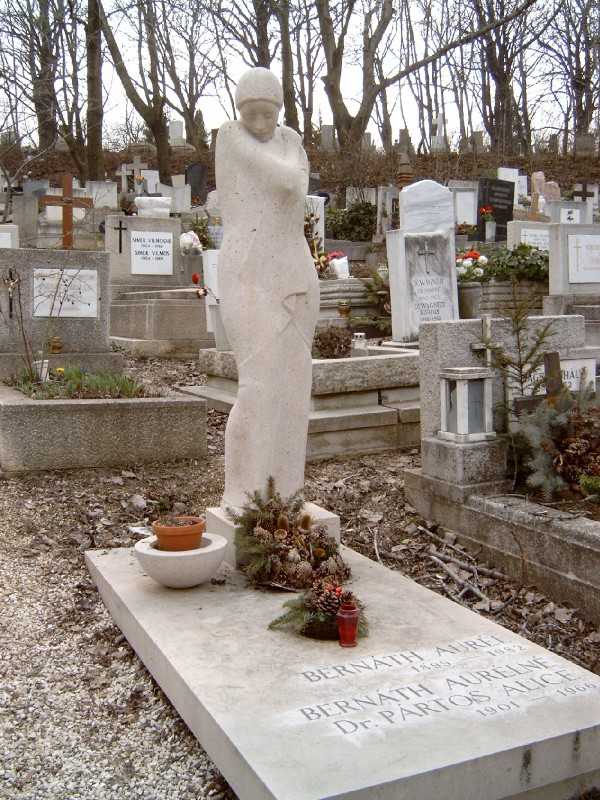
Grab von Aurél Bernáth und seiner Frau Alice Pártos

Aurél Bernáth (* 13. November 1895 in Marcali; † 13. März 1982 in Budapest) war ein ungarischer Maler und Radierer des Expressionismus.

## Biographie
Aurél Bernáth wurde am 13. November 1895 in Marcali geboren. 1926 heiratete er die Medizinerin Alice Pártos. Aus der gemeinsamen Ehe ging eine Tochter (Mária Bernáth) hervor. 1973 wurde er zum Ehrenbürger von Kaposvár ernannt.
Am 13. März 1982 starb Bernáth im Alter von 86 Jahren in Budapest.

## Werke
Bernáths Werke zeichnen sich vor allem durch seine phantastischen, sich auftürmenden Landschaften aus.

## Auszeichnungen und Preise
- Kossuth-Preis (1948, 1970)
- Munkácsy-Preis (1950)
- Lobenswerter Künstler Ungarns (1952)
- Preis des außerordentlichen Künstlers von Ungarn (1964)
- Ehrenbürger von Kaposvár (1973)